# Кювон сахва
«Кювон сахва» — сборник текстов 1675 мифов и легенд, описывающих древнюю Корею. Автор именовал себя «Пугэджа» (кор. 북애자?, 北崖子?) или «старик Пугэ» (北崖老人).
Сначала было найдено адаптированное издание на современном корейском языке, вызвавшее у специалистов долю скептицизма, однако впоследствии был обнаружен оригинальный текст Пугэ, идентифицированный и подтверждённый специальной комиссией по изучению древних текстов. Сейчас он хранится в Национальной библиотеке Кореи.
Состоит из пяти частей: пролог, «Чопанги», «Тэсиги», «Тангунги» и эпилог.
Пролог и эпилог полностью написан автором, который утверждает, что содержание основано на тексте книги «Чинёк юги» (진역유기, 震域遺記) поздней династии Корё, которая в свою очередь основывается на «Чодэги», тексте об истории Бохай. Сейчас «Чодэги» не существует, однако упоминания о ней можно найти в других известных книгах ранней династии Чосон.
«Чопанги» рассказывает о Хванине, Хвануне, разделении земли и неба, возникновении жизни и цивилизации. «Тэсиги» описывает жизнь Хвануна и других легендарных небожителей, правивших людьми в течение 11 тысяч лет. «Тангунги» описывает королевство, которым правил Тангун и его потомки в течение 1200 лет. Также упомянуты некоторые из мифологических правителей Китая.
Содержание «Кювон сахва» считается легендарным и исторически неточным. Подобное можно найте в сборнике «Хвандан коги».